# Emma Plasschaert
Emma Plasschaert, née le 1er novembre 1993 à Ostende, est une skipper belge.
Elle remporte la médaille d'or en Laser radial aux Championnats du monde de voile 2018 et 2021 ainsi que les médailles de bronze en 2022 et 2024.
Elle participe aux Jeux olympiques 2020 où elle termine à la 4e place.